# Klara Stoevesandt
Klara Stoevesandt (* 23. Oktober 1921 in Bremen; † 7. November 2014 in Bremen) war eine deutsche Kindergärtnerin, Pädagogin und Schulleiterin.

## Leben und Wirken
Ihre Eltern waren der Mediziner und Theologe Karl Stoevesandt und dessen Ehefrau Dorothee, geb. Köster. Sie hatte noch fünf Geschwister. Nach dem Abitur (1941) absolvierte Stoevesandt die Kindergärtnerinnen- und Hortnerinnenausbildung in Weimar, geleitet von Mintje Bostedt. Letztgenannte war mit der Familie Stoevesandt eng befreundet. Nach kurzer Berufstätigkeit studierte Stoevesandt Pädagogik, Psychologie und Evangelische Theologie in Göttingen und Mainz. An der Universität letztgenannter Stadt schloss sie 1952 ihr Studium mit der Promotion ab. Das Thema ihrer Dissertation, betreut von Otto Friedrich Bollnow, lautet: Die pädagogische Bedeutung der evangelischen Gemeindepredigt.
Nach dem Universitätsstudium unterrichtete Stoevesandt an verschiedenen Kindergärtnerinnen- und Hortnerinnenseminaren, unterbrochen von einer Tätigkeit (1956–1958) als Fachberaterin der evangelischen Kindergärten und Horte in Frankfurt am Main. Im Jahre 1962 übernahm Stoevesandt die Leitung des Evangelischen Kindergärtnerinnen- und Hortnerinnenseminars in Osnabrück. Bis 1985 zeichnete sie für genannte Ausbildungsstätte verantwortlich, die 1967 in Evangelische Fachschule für Sozialpädagogik umbenannt wurde.
Mit ihrer Publikation Bauen und Legen setzte sie bis heute noch gültige wegweisende Impulse innerhalb der Vorschulpädagogik. Über den pädagogischen Wert des Bauens für die Entwicklung des Kindes schrieb sie:

„So erweist sich das Bauen als geeignetes Lernfeld, und zwar in hervorragendem Maße im Zusammenhang mit der Vorschulerziehung. Bauklötze lassen sich in didaktisches Material einreihen; denn sie ermöglichen sowohl systematisches wie auch unsystematisches Lernen, und kommen damit dem natürlichen Lernbedürfnis des Kindes entgegen (...) Zunächst erweitert und verfeinert das Kind seine manuelle Geschicklichkeit. Es zügelt seine Bewegungen, um die Bauklötze so genau wie erforderlich aufeinanderzusetzen und um das Gebaute nicht zum Einsturz zu bringen. Die Zügelung ist weit entfernt von Verkrampfung; sie ist vielmehr eingebettet in eine Gelockertheit, die den ganzen Körper betrifft.“

Stoevesandt war viele Jahre ständige Mitarbeiterin der evangelischen Fachzeitschrift Evangelische Kinderpflege/Theorie und Praxis der Sozialpädagogik, für die sie eine beachtliche Anzahl von Beiträgen verfasste.

## Werke (Auswahl)
- Die pädagogische Bedeutung der evangelischen Gemeindepredigt, Mainz 1952 (unveröffentl. Diss.)
- Comenius, ein Denker und Erzieher des Barocks. In: Evangelische Kinderpflege 9.(65.)Jg., 1957, H.1/2, S. 5–11.
- Wie wird die Hortarbeit den Aufgaben am Schulkind gerecht. In: Evangelische Kinderpflege 10.(66.)Jg., 1958, H.3/4, S. 56–63
- zusammen mit Christine Uhl: Das Bauen mit Würfel und Quader, Witten 1961
- Die Kindergärtnerin in der Öffentlichkeit. In: Evangelische Kinderpflege 13.(70.)Jg., 1962, H.4, S. 136–144
- zusammen mit Lisel Schäfer: Feste und Festzeiten im Kindergarten, Lahr 1969
- Weihnachtsmann, Christkind und Engel. In: Theorie und Praxis der Sozialpädagogik 23.(80.)Jg., 1972, H.6, S. 264–266
- Bauen und Legen. Spielerisches Gestalten für verschiedene Altersstufen, Bielefeld 1979
- Dank an Pfarrer Psczolla, in: Theorie und Praxis der Sozialpädagogik 1985, H. 5, S. 279–281
- Aus der Geschichte der Evangelischen Ausbildungsstätte für Kindergärtnerinnen und Hortnerinnen, für Erzieherinnen und Erzieher, Osnabrück 1989
- zusammen mit Christine Uhl: Von Fröbel lernen: Das Bauen mit Würfel und Quader, Bielefeld 1991
- zusammen mit Anne Fischer-Buck/Rosemarie Schultheis/Renata von Ungern: Mintje Bostedt 1897 -1955. Norderstedt 1995.